# Nikolai Iwanowitsch Sommer
Nikolai Iwanowitsch Sommer (russisch Николай Иванович Зоммер; * 19. Apriljul. / 1. Mai 1824greg. in Saransk; † 27. Septemberjul. / 9. Oktober 1847greg. in Kasan) war ein russischer Sinologe.

## Leben
Sommers Vater war nach der Ausbildung im Kadettenkorps (Abschluss 1793) Zeichenlehrer in Saransk. Sommers Onkel war Deutschlehrer am Gymnasium in Pensa. Sommer besuchte 1837–1841 das 1. Gymnasium in Kasan, wo er Chinesisch und Mongolisch lernte. Er war verpflichtet, nach dem Gymnasiumsabschluss 6 Jahre lang auf einer vom Volksbildungsministerium zugewiesenen Stelle Dienst zu verrichten.
1841–1845 studierte Sommer am Lehrstuhl für mongolische Literatur der 1. Abteilung der philosophischen Fakultät der Universität Kasan. Seine Lehrer waren dort Iossif Pawlowitsch Woizechowski, bei dem er Mandschurisch studierte, Daniil Siwillow und Alexander Wassiljewitsch Popow, der schon am Gymnasium sein Lehrer war. Während des Studiums erhielt er 142 Rubel jährlich, wovon 1 % in den Pensionsfonds floss. 1843 bat der Sekretär der Akademie der Wissenschaften Christian Martin Joachim Frähn den Kurator des Kasaner Wissenschaftsbezirks Michail Nikolajewitsch Mussin-Puschkin um Empfehlung eines fähigen Sinologie-Studenten aus der Ostabteilung für Arbeiten in St. Petersburg. Darauf erstellte 1844 Józef Kowalewski für Sommer ein spezielles Studienprogramm zur Vorbereitung auf die Arbeit als Adjunkt der Akademie der Wissenschaften. Im Juni 1845 verteidigte Sommer erfolgreich seine Arbeit über die Grundlagen der neuen chinesischen Philosophie, so dass er im Dezember 1845 zum Kandidaten der östlichen Literatur promoviert wurde, nachdem Wilhelm Schott die Arbeit positiv begutachtet hatte.
Die weiteren Arbeiten Sommers im engen Kontakt mit der Akademie der Wissenschaften wurden von der Akademie im Hinblick auf die Magisterprüfung der Universität Kasan zu Kenntnis gegeben. Im Februar und März 1847 legte Sommer in Kasan die Magisterprüfung ab, um dann seine Magisterarbeit über die Entwicklung der Philosophie in China von den Anfängen bis zur Gegenwart sowie die Kämpfe der Philosophieschulen und ihr Einfluss auf das Leben in China zu verteidigen. Danach sollte Sommer zu weiteren Studien nach Paris und Troizkossawsk abgeordnet werden. Doch Sommer starb während der Choleraepidemie. Die Magisterarbeit ging verloren, während die Kandidatarbeit 1852 veröffentlicht und 2009 neu aufgelegt wurde. Die Arbeit über die Grundlagen der chinesischen Philosophie war die erste russische Untersuchung des Neokonfuzianismus.